# スティル・ラヴィング・ユー
「スティル・ラヴィング・ユー」 (Still Loving You) は、スコーピオンズによるパワーバラードで、1984年のアルバム『禁断の刺青』に収録されている。アルバムからの2番目のシングルであり、Billboard Hot 100で64位に達した。フランスでは、170万枚を売り上げた。プロモーションビデオは、1984年7月にリリースされ、テキサス州ダラスのリユニオン・アリーナで撮影された。
ソングファクトのインタビューでは、ルドルフ・シェンカーが、「これは恋愛に関するストーリーで、終わってしまうと分かりながらも、彼らはもう一度試している」と説明した。
また、この曲は、まだ東ドイツと西ドイツに分割されていた国を隠喩している。「おまえのプライドが壁を築き、とても厚い壁を打ち壊すことはできない。もう一度やってみるチャンスは本当にないのだろうか？」「そうさ、僕がおまえのプライドに傷をつけ、おまえがどうなったのか僕は知っている。僕にチャンスをくれ、これを終わりにはできないんだ。僕はまだおまえを愛している」などという歌詞は、ベルリンの壁や、多くのドイツ人が感じた分割された国に関する絶望を明白に示している。
このスタジオアルバムバージョンのリミックスは、1992年のアルバム『スティル・ラヴィング・ユー』に収録された。リミックスバージョンは、ドイツやヨーロッパの数カ国でシングルとしてもリリースされた。バンドはさらに、ベルリン・フィルハーモニー管弦楽団と演奏した2000年のアルバム『栄光の蠍団〜モーメント・オブ・グローリー』や、2001年のアルバム『アコースティック・ライヴ』でのアコースティックバージョンの2回、曲を再レコーディングしている。
ソロのマティアス・ヤプスのギターは一部始終で目立っているが、アウトロでのメインのギターソロは、ルドルフ・シェンカーが演奏している。

## 収録曲

### オリジナルバージョン (1984年)
7" Single (Harvest 20 0329 7)
1. "Still Loving You" (Single Version) - 4:48
2. "Holiday" - 6:31 (『ラヴドライヴ』より)

### リミックス (1992年)
CD single (Harvest 1 C 560-204675-2)
1. "Still Loving You" (Remix - Album Version) – 6:12
2. "Still Loving You" (Remix - Radio Version) – 3:58
3. "Media Overkill" – 3:34 (『サヴェイジ・アミューズメント』より)

## チャートと資格
| チャート (1984年)              | ピーク 順位 |
| ------------------------------ | ----------- |
| ベルギー                       | 3           |
| フランス                       | 2           |
| ドイツ                         | 14          |
| オランダ                       | 5           |
| ポルトガル                     | 1           |
| スイス                         | 3           |
| U.S. Billboard Hot 100         | 64          |
| U.S. Billboard Top Rock Tracks | 36          |

| 国/地域                                             | 認定     | 認定/売上数 |
| --------------------------------------------------- | -------- | ----------- |
| フランス (SNEP)                                     | Platinum | 1,100,000   |
| * 認定のみに基づく売上数 ^ 認定のみに基づく出荷枚数 |          |             |

## 他のバージョン
- スコーピオンズの1985年のライヴダブルアルバム『ワールド・ワイド・ライヴ』に収録されている。
- スタジオアルバムバージョンのリミックスは、1992年のアルバム『スティル・ラヴィング・ユー』に収録された。リミックスバージョンのシングルは、ドイツやヨーロッパの数カ国でリリースされた。
- スコーピオンズの2001年のアルバム『アコースティック・ライヴ』に収録された。
- スコーピオンズの2011年のアルバム『カムブラック』でアマンジーヌ・ブルジョワのバージョンが収録された。
- ルーマニアバージョンでは、1989年に「Eu Nu Te-am Uitat」というタイトルでMihaela Runceanuによって収録された[5]。
- フィンランドのパワーメタルバンド、ソナタ・アークティカにより、2000年のEP『Successor』でカバーされた。
- アレックス・スコルニック・トリオは、2002年のアルバム『Goodbye to Romance: Standards for a New Generation』でバップバージョンを収録した。
- スウェーデンのグループ、Tyskarna från Lundは、2003年のアルバム『Metamorphobia』でカバーした。
- フィンランドのポップ/ジャズ/フォークバンド、Korpi Ensembleは、2007年のアルバム『Trails』でカバーした。
- Kix（英語版）のスティーヴ・ホワイトマンとドッケンのジョージ・リンチは、ジョージの2008年のアルバム『Scorpion Tales』でカバーした[6]。
- 2008年、エクアドルのバンド、Corvusは、「Aun te amo」というスペイン語バージョンをアルバム『En tu asusencia』で、彼らのハードロックスタイルを守りつつ、カバーした[7]。
- ブラジルバージョンは、「Meu Anjo Azul」という題でCleiton e Camargoによってレコーディングされた。